# Korsvollinjen
Korsvollinjen var en del af Oslos sporveje, der gik fra Bentsebrugata til Lisa Kristoffersens plass i kvarteret Korsvoll. Linjen åbnede 1. maj 1924 og blev drevet af Oslo Sporveier. Fra 1927 blev den en del af linje 10, der trafikerede strækningen indtil nedlæggelsen 17. januar 1949. Årsagen til nedlæggelsen var, at strækningen var de mindst trafikerede af byens sporveje, og Oslo Sporveier ønskede at omstille den til trolleybusdrift.

## Linjeføring
Korsvollinjen var en afgrening til Sagene ring, som den grenede fra ved Bentesebugata. Herfra gik den ad Advokat Dehlis plass og Bergensgata til endestationen Lisa Kristoffersens plass. I den modsatte ende fortsatte sporvognene til Torshov og herfra videre ad Grünerløkka–Torshov-linjen til centrum.

## Historie
Kristiania Sporveisselskab begyndte byggeriet af Korsvollinjen i 1923. Inden åbningen 1. maj 1924 var selskabet imidlertid blev overtaget af kommunen og fusioneret til det, der året efter kom til at hedde Oslo Sporveier. På den måde blev linjen den første, der blev åbnet af det nye kommunale selskab.
29. maj 1927 omlagde Oslo Sporveier sit linjenet, så linje 10 kom til at betjene Korsvollinjen. På den måde blev Korsvoll forbundet med Stortorvet i centrum, hvorfra der fortsattes ad Vestbanenlinjen til Skillebekk. I weekenderne fortsattes der til Skøyen. Der blev kørt hvert kvarter. 18. februar 1940 blev den vestlige forbindelse ændret, så der kørtes ad Ullevål hageby-linjen i stedet. Det meste af driften blev varetaget af type H-sporvogne med to bivogne.
Som følge af brændstofmangel under anden verdenskrig blev Oslos trolleybusnet udvidet, idet buslinje 21 mellem Skillebekk og Carl Berners plass blev omstillet til trolleybusdrift i 1943. I den forbindelse byggedes en linje fra Torshov til Bjølsen Garage ved Lisa Kristoffersens plass for at trolleybusserne kunne komme i garage. Ved krigens slutning besluttede Oslo Sporveier at lukke nogle af de mindst benyttede sporvognslinjer. På den tid havde sporvognene både en vognstyrer og en konduktør, mens busserne kun havde en chauffør, så ved at omstille linjer kunne der spares penge. På den baggrund besluttede Oslo Sporveier derfor at omstille yderligere tre linjer til trolleybusdrift. En af dem var linje 23, der gik fra Bjølsen til Linnaaes gate i centrum, og som ville erstatte Korsvollinjen.
Driften på Korsvollinjen ophørte 17. februar 1949, samme dag som Rodeløkkalinjen blev nedlagt. Trolleybusdriften startede 6. februar 1949.